# Зарецкий, Роман Игоревич
Рома́н И́горевич Заре́цкий (ивр. רומן זרצקי‎; родился 4 декабря 1983 года в Минске) — израильский фигурист, выступавший в категории спортивные танцы с сестрой Александрой Зарецкой. Они — трёхкратные чемпионы Израиля и победители зимней Универсиады 2009 года, участники зимних Олимпийских игр 2006 года в Турине и 2010 года в Ванкувере.

## Личная жизнь
Роман в семилетнем возрасте   с родителями и сестрой иммигрировали из Белоруссии в Израиль в 1991 году. После нескольких переездов они поселились в Метуле, где его мать, Елена Зарецкая, работала тренером по фигурному катанию на катке «Canada Centre».
Роман Зарецкий свободно говорит на иврите, английском и русском языках. В настоящее время живёт и тренирует в Хьюстоне, Техас, США.
25 апреля 2011 года Роман женился на Тине Дулей.

## Карьера
Первоначально, как и большинство фигуристов, Роман занимался одиночным катанием. Первым тренером Романа был ещё в Минске Владимир Клочок, первым хореографом — Владимир Чернышев. Роман был чемпионом и призёром чемпионатов Израиля в своих возрастных группах. Когда Роман в 1995 году заинтересовался танцами, родители поставили сына в пару с его младшей сестрой Александрой. С тех пор они катаются вместе. До 2001 года фигуристы тренировались под руководством родителей Елены и Игоря.
В 2001—2003 годах пара тренировалась у Ирины Романовой и Игоря Ярошенко в Уилмингтоне (штат Делавэр). В 2003 году они были вынуждены вернуться в Израиль, так как Роман был призван на действительную службу в Армию обороны Израиля. В Израиле они продолжили тренироваться у своей матери Елены. В январе 2005 года они перешли к Евгению Платову. Летом 2006 года они приезжали тренироваться в Москву, потому что Платов участвовал в проекте канала РТР «Танцы на льду». Следующим тренером пары, в 2008 году, стал Николай Морозов, но в его группе с ними в основном работала Галит Хайт. Когда Галит решила работать самостоятельно, Зарецкие ушли вместе с ней.
Зарецкие — первые израильские спортсмены, завоевавшие медали Международного Олимпийского комитета в зимних видах спорта (Европейский Олимпийский молодёжный фестиваль в Бледе, Словения), медали всех достоинств на этапах юниорских Гран-при, выходившие в финалы юниорских Гран-при.
В 2006 году Зарецкие выступили на своей первой Олимпиаде в Турине, заняв 22-е место, в 2008 году впервые вошли в европейскую и мировую десятки (ТОР-10). В 2009 году Зарецкие стали чемпионами зимней Универсиады, принеся сборной Израиля первое золото за всю историю участия израильских спортсменов в Универсиадах (летних и зимних).
На чемпионате мира 2009 года они завоевали для Израиля одну путевку в танцах на льду на Олимпиаду 2010 года в Ванкувере.
В 2010 году на чемпионате Европы в Таллине они заняли 7-е место, на Олимпийских играх 2010 в Ванкувере, Зарецкие вошли в олимпийскую десятку, заняв 10-е место, а на чемпионате мира в Турине (Италия) заняли 6-е место, установив личные рекорды в произвольном танце и по сумме баллов.
По окончании сезона 2009—2010 Зарецкие завершили спортивную карьеру. Главной причиной ухода после самого успешного в их карьере сезона (3-е место на «Скейт Америке», 7-е место на чемпионате Европыи и 6-е на чемпионате мира) стал конфликт с национальной федерацией фигурного катания. Сегодня Роман и Александра занимаются тренерской работой.

## Спортивные достижения

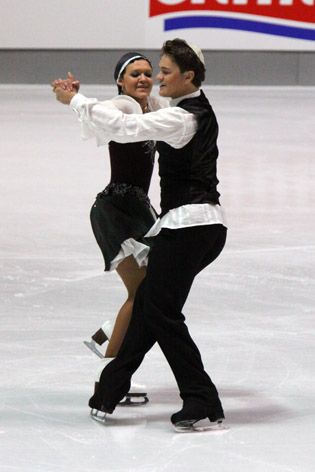
Александра и Роман Зарецкие в 2009 году.

### Результаты после 2006 года
| Соревнования                 | 2006—2007 | 2007—2008 | 2008—2009 | 2009—2010 |
| ---------------------------- | --------- | --------- | --------- | --------- |
| Зимние Олимпийские игры      |           |           |           | 10        |
| Чемпионаты мира              | 14        | 9         | 13        | 6         |
| Чемпионаты Европы            | 11        | 8         | 11        | 7         |
| Чемпионаты Израиля           | 1         | 1         | 1         |           |
| Этапы Гран-При:Cup of Russia |           |           | 5         |           |
| Этапы Гран-При:Skate America | 8         | 7         |           | 3         |
| Этапы Гран-При:Cup of China  | 4         | 4         | 7         | 5         |
| Nebelhorn Trophy             | 3         |           | 2         | 2         |
| Золотой конёк Загреба        |           |           |           | 1         |
| Зимние Универсиады           |           |           | 1         |           |

### Результаты до 2006 года
| Соревнования                          | 1999—2000 | 2000—2001 | 2001—2002 | 2002—2003 | 2003—2004 | 2004—2005 | 2005—2006 |
| ------------------------------------- | --------- | --------- | --------- | --------- | --------- | --------- | --------- |
| Зимние олимпийские игры               |           |           |           |           |           |           | 22        |
| Чемпионаты мира                       |           |           |           |           |           |           | 20        |
| Чемпионаты Европы                     |           |           |           |           |           |           | 15        |
| Чемпионаты мира среди юниоров         |           |           | 19        | 8         | 9         | 4         |           |
| Чемпионаты Израиля                    | 1N.       | 1J.       | 1J.       | 1J.       | 1J.       |           | 2         |
| Этапы Гран-При:Cup of China           |           |           |           |           |           |           | 9         |
| Этапы Гран-При:NHK Trophy             |           |           |           |           |           |           | 9         |
| Skate Israel                          |           |           |           |           | 4         |           |           |
| Финалы юниорского Гран-при            |           |           |           |           | 6         | 8         |           |
| Этапы юниорского Гран-при, Польша     |           |           |           |           | 1         |           |           |
| Этапы юниорского Гран-при, Мексика    |           |           |           |           | 2         |           |           |
| Этапы юниорского Гран-при, Германия   |           |           |           | 3         |           |           |           |
| Этапы юниорского Гран-при, Белград    |           |           |           | 3         |           |           |           |
| Этапы юниорского Гран-при, Италия     |           |           | 8         |           |           |           |           |
| Этапы юниорского Гран-при, Нидерланды |           |           | 11        |           |           |           |           |
| European Youth Olympic Days           |           |           |           | 3         |           |           |           |

N=детский уровень; J=юниорский уровень